# Аргос (великан)
Вижте пояснителната страница за други значения на Аргос.
Аргос (на гръцки: Άργος), наричан Паноптес („всевиждащ“, което е и епитет на слънчевия бог Хелиос) е великан, син на Гея. В древногръцката митология той е зорък пазач, който винаги държи отворена по-голямата част от своите 100 очи (едновременно затворя само 2 от тях), които покриват цялото му тяло. 

## Легенда за смъртта на Аргус
След Зевс превръща любовницата си Йо в крава с намерението да я скрие, той я подарява на жена си Хера. Ревнивата богиня зае, че това е съперницата ѝ и я затваря в пещера, възлагайки на Аргос да я води на паша и да я пази. Зевс праща Хермес да убие великана и да му върне любимата. Той го постига с помощта на арфата си, която по-късно подарява на Аполон. Благодарение на музикалното и разказваческото си изкуство, Хермес приспива напълно Аргос и после го заколва. Отнася отрязаната му глава на Хера, която поставя очите му на опашката на любимата си птица – пауна.